# Skipper Skræk (film fra 1980)
Skipper Skræk er en musikalsk komediefilm fra 1980 instrueret af Robert Altman og med Robin Williams i rollen som Skipper Skræk og Shelley Duvall som Olive Oyl.
Til filmen blev der opført en enorm kulisse, Popeye Village, på Malta, hvor filmen blev optaget.

## Medvirkende
- Robin Williams – Skipper Skræk
- Shelley Duvall – Olivia
- Ray Walston – Pappy, Skipper Skræk far
- Paul L. Smith – Bluto´
- Paul Dooley – Wimpy
- Richard Libertini – George W. Geezil
- Linda Hunt – Fru Oxheart
- Donald Moffat – Tolder
- MacIntyre Dixon – Cole Oyl (Olivias far)
- Roberta Maxwell – Nana Oyl (Olivias mor)
- Donovan Scott – Castor Oyl (Olivias bror)

## Eksterneer henvisning
- Skipper Skræk på Internet Movie Database (engelsk)
- Skipper Skræk på Filmdatabasen
- Skipper Skræk på Scope
- Skipper Skræk i Svensk Filmdatabas (svensk)
- Skipper Skræk på AlloCiné (fransk)
- Skipper Skræk på MovieMeter (nederlandsk)
- Skipper Skræk på AllMovie (engelsk)
- Skipper Skræk hos American Film Institute (engelsk)
- Skipper Skræks profil hos Encyclopædia Britannica Online (engelsk)
- Skipper Skræk på Turner Classic Movies (engelsk)